# Transtorno de personalidade antissocial

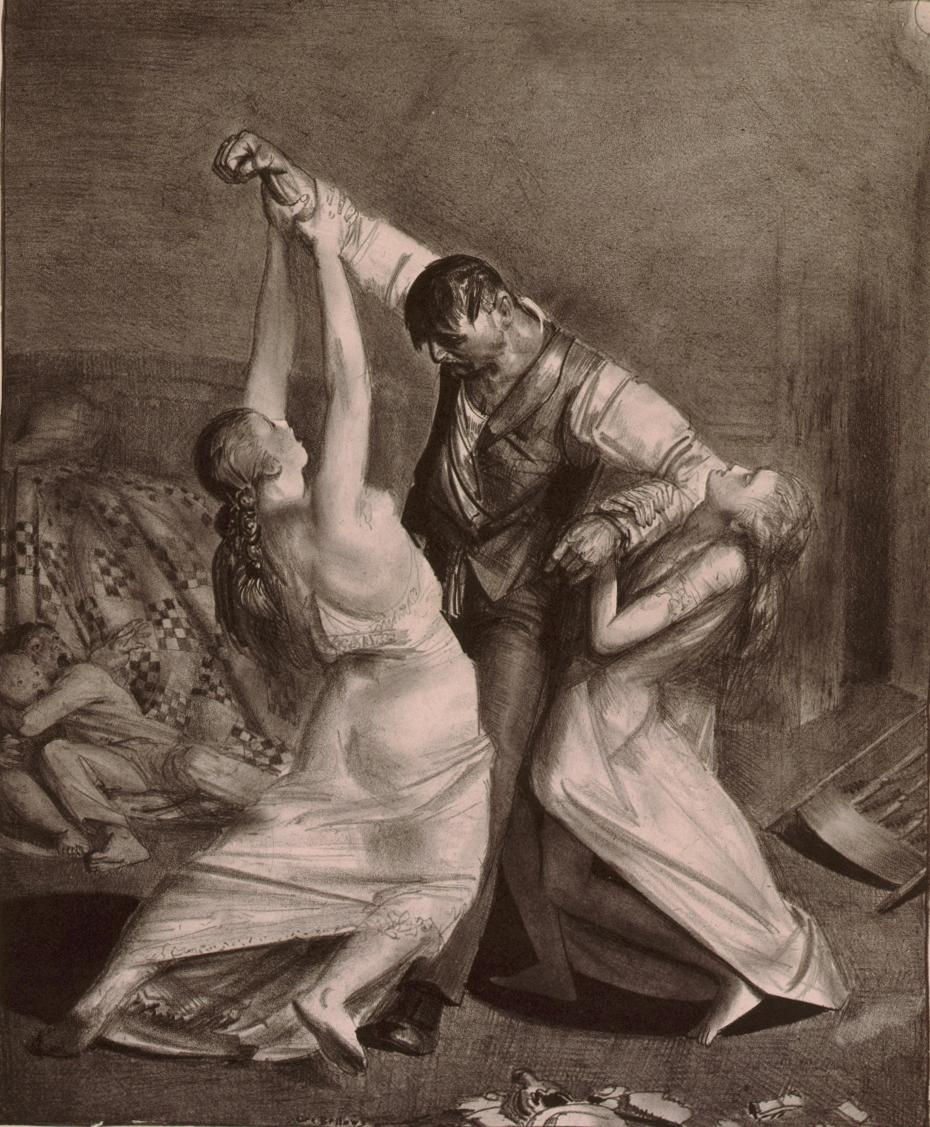
Pessoas com transtorno de personalidade antissocial frequentemente possuem histórico de abuso de substâncias, especialmente álcool.

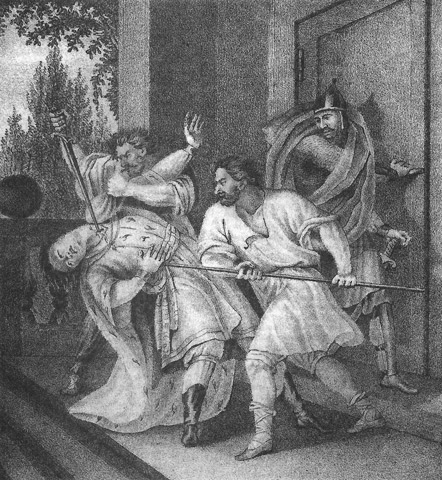
Já está comprovado que indivíduos diagnosticados com TPAS têm maiores chances de reincidir em crimes e portanto deveriam ser melhor vigiados.

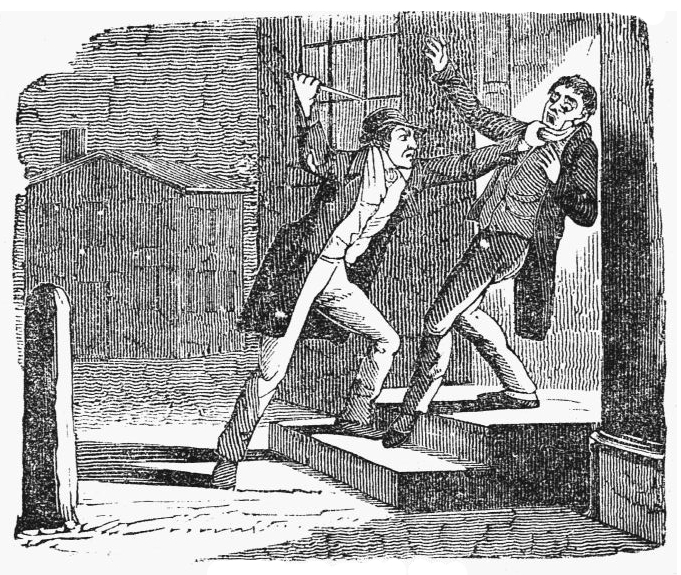
Já foi comprovado que a serotonina tem um papel importante no controle da agressividade, impulsividade e comportamento anti-social tanto em humanos quanto em outros animais.

O transtorno de personalidade antissocial (TPAS) (português brasileiro) ou perturbação da personalidade antissocial (PPAS) (português europeu), comumente referido como psicopatia, é um transtorno de personalidade descrito no DSM-V, caracterizado pelo comportamento impulsivo do indivíduo afetado, desprezo por normas sociais e indiferença ou desrespeito pelos direitos e pelos sentimentos dos outros. Frequentemente o indivíduo demonstra também baixa consciência ou sentido de moral associado a um histórico de problemas legais e comportamentos agressivos ou impulsivos. Na classificação internacional de doenças (CID), é chamado de transtorno de personalidade dissocial (Código: F60.2).
Costuma-se distinguir o conceito de distúrbio da personalidade antissocial do conceito de psicopatia. Muitos pesquisadores argumentam que a psicopatia é um distúrbio que se sobrepõe ao TPAS, mas é distinto deste.
Na população em geral, as taxas dos transtornos de personalidade podem variar de 0,5% a 3%, subindo para 45-66% entre presidiários.

## Características
O transtorno de personalidade antissocial é definido por um desrespeito generalizado e persistente pela moral, pelas normas sociais e pelos direitos e sentimentos dos outros. Embora os comportamentos variem em grau, os indivíduos com esse transtorno de personalidade normalmente têm escrúpulos limitados em explorar os outros de maneira prejudicial para seu próprio ganho ou prazer, e frequentemente manipulam e enganam outras pessoas. Enquanto alguns o fazem através de uma fachada de charme superficial, outros o fazem por meio de intimidação e violência. Eles podem exibir arrogância, pensar humilde e negativamente nos outros, e não ter remorso por suas ações prejudiciais e ter uma atitude insensível em relação àqueles que prejudicaram. A irresponsabilidade é uma característica central desse transtorno; a maioria tem dificuldades significativas em manter um emprego estável, bem como cumprir suas obrigações sociais e financeiras, e as pessoas com esse transtorno geralmente levam estilos de vida exploradores, ilegais ou parasitários.
Aqueles com transtorno de personalidade antissocial são muitas vezes impulsivos e imprudentes, deixando de considerar ou desconsiderando as consequências de suas ações. Eles podem repetidamente desconsiderar e colocar em risco sua própria segurança e a segurança de outras pessoas, o que pode colocar a si mesmos e outras pessoas em perigo. Eles são frequentemente agressivos e hostis, com temperamentos mal regulados, e podem atacar violentamente quando provocados ou frustrados. Os indivíduos são propensos a transtornos por uso de substâncias e dependência, sendo comum o uso não médico de várias substâncias psicoativas nessa população. Esses comportamentos podem, em alguns casos, levar esses indivíduos a conflitos frequentes com a lei, e muitas pessoas com TPAS têm extensos históricos de comportamento antissocial e infrações criminais que remontam à adolescência ou infância.

### Transtorno de Conduta
Embora o transtorno de personalidade antissocial seja um transtorno mental diagnosticado na idade adulta, ele tem seu precedente na infância. Os critérios do DSM-5 para TPAS exigem que o indivíduo tenha problemas de conduta evidentes aos 15 anos de idade. O comportamento antissocial persistente, bem como a falta de consideração pelos outros na infância e adolescência, é conhecido como transtorno de conduta e é o precursor do TPAS. Cerca de 25 a 40% dos jovens com transtorno de conduta serão diagnosticados com TPAS na idade adulta.
O transtorno de conduta é um transtorno diagnosticado na infância que se assemelha às características encontradas no TPAS e se caracteriza por um padrão de comportamento repetitivo e persistente em que são violados os direitos básicos dos outros ou as principais normas próprias da idade. As crianças com o transtorno geralmente exibem comportamento impulsivo e agressivo, podem ser insensíveis e enganosas e podem se envolver repetidamente em pequenos crimes, como roubo ou vandalismo, ou brigar com outras crianças e adultos.

### Comorbidades
TPAS apresenta altas taxas de comorbidade com várias condições psiquiátricas, particularmente uso de substâncias e transtornos do humor. Indivíduos diagnosticados com TPAS são significativamente mais propensos a desenvolver transtorno por uso de substâncias (TUS), com estudos mostrando que eles têm aproximadamente 13 vezes mais probabilidade de serem diagnosticados com um TUS do que aqueles sem TPAS. Essa população também enfrenta riscos aumentados para transtornos do humor, incluindo uma probabilidade quatro vezes maior de sofrer transtorno depressivo maior, bem como riscos elevados para ideação e comportamentos suicidas. transtornos de ansiedade, particularmente transtorno de estresse pós-traumático (TEPT) e transtorno de ansiedade social, também são comorbidades comuns, afetando até 50% dos indivíduos com TPAS. Essas comorbidades frequentemente exacerbam os problemas daqueles com TPAS, levando a sintomas mais graves, necessidades complexas de tratamento e resultados clínicos mais precários.
Quando combinado com o alcoolismo, os indivíduos podem apresentar déficits maiores nas funções frontais do cérebro em testes neuropsicológicos do que aqueles associados a cada condição isoladamente. O transtorno por uso de álcool é provavelmente causado pela falta de impulso e controle comportamental exibidos por pacientes com transtorno de personalidade antissocial.

## Diagnóstico
De acordo com o DSM-V, para ser diagnosticado com TPAS o indivíduo precisa atender os seguintes critérios:

#### Critério A
Apresentar pelo menos 3 dos seguintes itens, ocorrendo desde pelo menos os 15 anos de idade:
- repetidamente quebrar a lei/normas sociais
- repetidamente apresentar comportamento falso (exemplos: enganar os outros para benefício próprio, mentir compulsoriamente, etc.)
- ser impulsivo e/ou incapaz de traçar um planejamento realista para o longo prazo
- ser facilmente irritável ou apresentar agressividade.
- apresentar total indiferença para com sua segurança ou a de outrem. (Exemplos: dirigir perigosamente sozinho ou com passageiros)
- ser consistentemente irresponsável
- falta de remorso severa

Esses sinais não devem fazer parte de um episódio esquizofrênico ou maníaco — eles devem fazer parte da personalidade cotidiana da pessoa.

#### Critério B
O indivíduo deve ter pelo menos 18 anos de idade.

#### Critério C
Deve haver evidência de Transtorno de Conduta antes dos 15 anos, desde a infância.

### Teste de psicopatia de Hare (PCL-R)
Para diagnosticar uma pessoa com psicopatia, Robert Hare desenvolveu um famoso teste psicológico, válido somente quando aplicado por um psicólogo ou psiquiatra. Seus critérios diagnósticos abrangem os recursos afetivos, interpessoais e comportamentais. Cada item é avaliado em uma nota de zero (ausente ou leve), um (moderada) ou dois (grave). A soma total determina o grau de psicopatia de uma pessoa.
Fator 1Antissocial agressivo
1. Sedutora / Charme superficial
2. Grandioso senso de autoestima / egocêntrico
3. Mentira patológica
4. Esperteza / Manipulação
5. Falta de remorso ou culpa
6. Superficialidade emocional
7. Insensibilidade / Falta de empatia
8. Falha em aceitar a responsabilidade por ações próprias
9. Agressão a animais

Fator 2Estilo de vida socialmente desviante
1. Necessidade por estimulação / tendência ao tédio e depressão
2. Estilo de vida parasitário tentando ser sustentado e mantido por seus manipulados.
3. Falta de metas de longo prazo possíveis ou realistas (incapacidade de enxergar as consequências das ações no futuro)
4. Impulsividade
5. Irresponsabilidade e desonestidade frequente

Fator 3Estilo de comportamentos irresponsáveis
1. Controle comportamental pobre*
2. Versatilidade criminal*
3. Delinquência juvenil*
4. Problemas comportamentais precoces*
5. Revogação da liberdade condicional*

Traços não correlacionadas com ambos fatores
1. Várias relações conjugais de curta duração
2. Promiscuidade

De uma pontuação máxima de 40, o ponto de corte para o rótulo de psicopatia é 30 nos Estados Unidos e 25 no Reino Unido. Uma pontuação de corte de 25 também é usada às vezes para fins de pesquisa.
A pontuação de psicopatia comum para pessoas não-transtornadas é de 5-20 (~20 apenas sendo altamente criminoso, 10 e abaixo sendo relativamente "normal"); 25-30 é onde a curva se inclina para mal-adaptativo, com 30+ sendo psicopata. A maioria dos indivíduos com TPAS não são psicopatas e tendem a atingir esse ponto médio (~ 20-25).
Uma nota elevada no Fator 2 está associado com reação agressiva, ansiedade, elevado risco de suicídio, criminalidade e violência por impulsividade. Uma nota elevada no Fator 1 por outro lado indica uma melhor habilidade em conviver socialmente, baixa ansiedade, baixa empatia, baixa tolerância a frustrações e baixa ideação suicida, além de estar associado a sucesso e bem-estar.
Indivíduos com Fator 1 positivo já foi considerado como adaptativo em um ambiente altamente competitivo, por obter resultados tanto para o indivíduo quanto paras as corporações, porém muitas vezes eles causam dano a longo prazo, tanto para seus colegas de trabalho quanto para a organização como um todo, devido ao seu comportamento manipulativo, enganoso, abusivo e, muitas vezes fraudulento. Além disso, essas pessoas geralmente causam extremo sofrimento a seus parceiros amorosos, a seus filhos, familiares e animais domésticos.
Contando até 40 pontos (16+18+6). Se o indivíduo tiro o máximo no Fator 1, ele marcaria 16 pontos; da mesma forma, para Fator 2, ele pontuaria 18. Deve haver uma compensação para qualquer fator para que a psicopatia seja identificada. Digamos que se tenha pontuação máxima para F1 e média para F2, que é 16 + 9 = 25, ainda não é um psicopata. Ou vice-versa, 18 + 8 = 26, não é um psicopata, mas severamente fora da norma e provavelmente criminoso. Isso significaria que, para qualificar um indivíduo (subclínica e forense) como psicopata, é preciso tirar notas altas em todos os fatores.

### Psicopatia
A psicopatia é comumente definida como um transtorno de personalidade caracterizado em parte por comportamento antissocial, capacidade diminuída de empatia e remorso e controles comportamentais inadequados.. Pessoas com transtorno psicopático, durante o período da infância, podem ter sofrido com negligência e autoritarismo por parte de seus cuidadores, sentem-se profundamente isolados e tendem à introversão. Traços psicopáticos são avaliados usando várias ferramentas de medição, incluindo a lista de verificação de psicopatia do pesquisador canadense Robert D. Hare, revisada (PCL-R). "Psicopatia" não é o título oficial de nenhum diagnóstico no DSM ou CID; nem é um título oficial usado por outras grandes organizações psiquiátricas. O DSM e a CID, no entanto, afirmam que seus diagnósticos antissociais às vezes são chamados (ou incluem o que é referido) como psicopatia ou sociopatia.

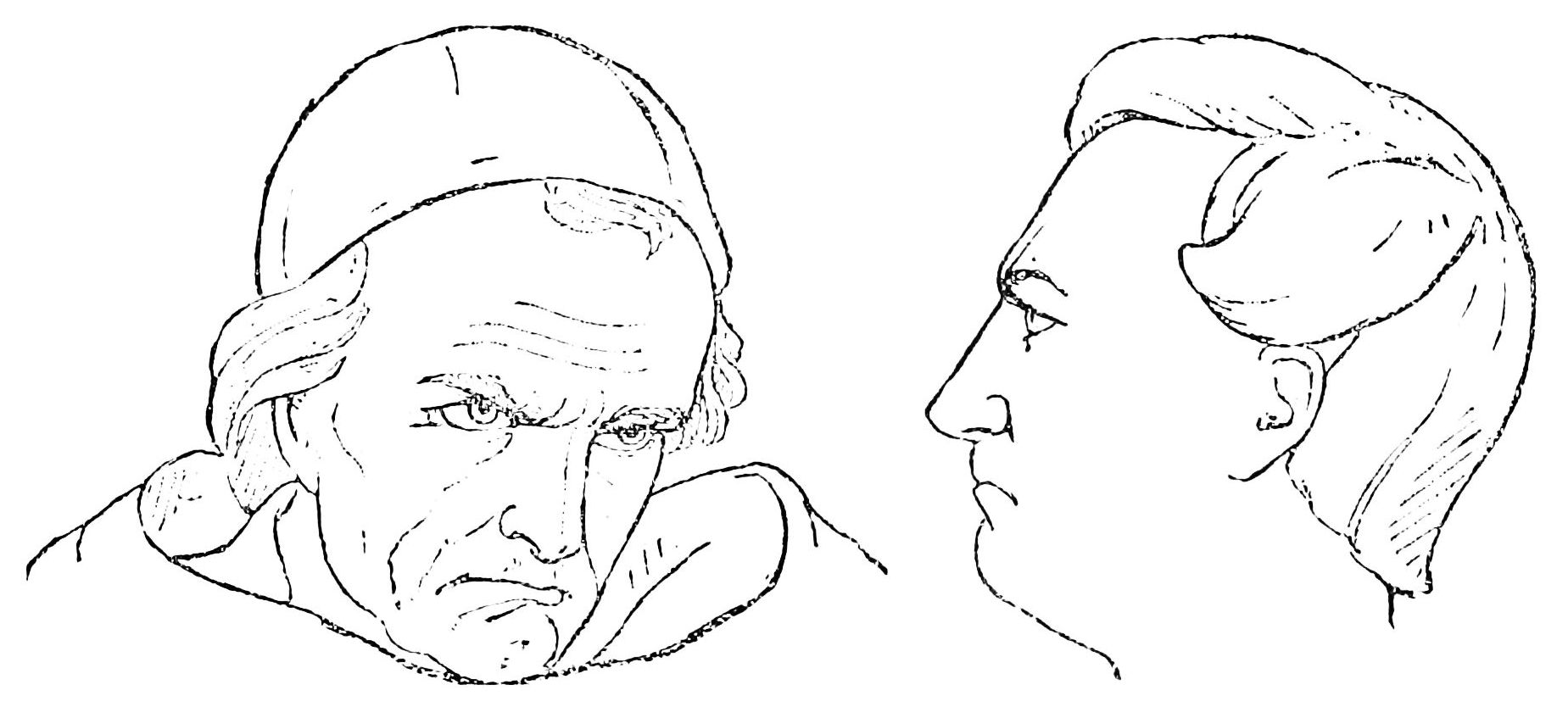
Apesar de manipuladores, psicopatas têm mais dificuldade em identificar expressões faciais. e verbais que pessoas sem esse transtorno.

O trabalho do psiquiatra americano Hervey Cleckley sobre psicopatia formou a base dos critérios diagnósticos para TPAS, e o DSM afirma que TPAS é muitas vezes referido como psicopatia. No entanto, os críticos argumentam que TPAS não é sinônimo de psicopatia, pois os critérios diagnósticos não são os mesmos, uma vez que os critérios relacionados aos traços de personalidade são enfatizados relativamente menos no primeiro.
No entanto, a psicopatia tem sido proposta como um especificador de um modelo alternativo para TPAS. No DSM-5, em "Modelo Alternativo do DSM-5 para Transtornos de Personalidade", o TPAS com características psicopáticas é descrito como caracterizado por "falta de ansiedade ou medo e por um estilo interpessoal ousado que pode mascarar comportamentos desadaptativos (por exemplo, fraude) ". Baixos níveis de abstinência e altos níveis de busca de atenção combinados com baixa ansiedade estão associados à "potência social" e "imunidade ao estresse" na psicopatia. Sob o especificador, as características afetivas e interpessoais são comparativamente enfatizadas em relação aos componentes comportamentais.
Apesar de cometerem mais crimes, serem mais violentos e terem maior índice de reincidência, psicopatas ainda recebem liberdade condicional com 2,5 mais frequência que outros presos.

## Diferencial
De acordo com o DSM-5-TR, o TPAS é frequentemente confundido com outros transtornos de personalidade do Cluster B, no entanto é possível diferencia-lo dos outros a partir das seguintes constatações:
Ao contrário de TPAS, transtorno de personalidade narcisista não inclui características de impulsividade, agressão e engano. Além disso, indivíduos com TPAS podem não ser tão carentes da admiração e inveja dos outros, e as pessoas com TP narcisista geralmente não têm o histórico de transtorno de conduta na infância ou comportamento criminoso na idade adulta.
Indivíduos com TPAS e TP histriônica compartilham a tendência de serem impulsivos, superficiais, em busca de excitação, imprudentes, sedutores e manipuladores, mas pessoas com transtorno de personalidade histriônica tendem a ser mais exageradas em suas emoções e não caracteristicamente se envolvem em comportamentos antissociais.
Indivíduos histriônicos e borderline são manipuladores para obter afeto, enquanto antissociais são manipuladores para obter lucro, poder ou alguma outra gratificação material. Indivíduos com TPAS tendem a ser menos emocionalmente instáveis e mais agressivos do que aqueles com transtorno de personalidade borderline.

## Causas
Pessoas com TPAS muitas vezes cresceram em famílias divididas em que o conflito parental é frequente e a paternidade é dura e inconsistente. Como resultado de inadequações dos pais e/ou comportamento difícil da criança, os cuidados da criança são frequentemente interrompidos e transferidos para entidades externas à família (escola, igreja, clubes). Isso, por sua vez, muitas vezes leva à evasão escolar, amizades igualmente delinquentes e uso indevido de substâncias.
Fatores ambientais e psicológicos como condições econômicas precárias, família desestruturada e histórico de violência podem superar fatores genéticos na formação da TPAS. Existe grande número de Indivíduos com TPAS e psicopatas entre as populações carcerárias. Estes indivíduos vivenciaram, geralmente, situações de desamparo, desprezo e desafeto por suas famílias. Vivências repletas de maus tratos, humilhações, abusos e mais uma série de fatores que, somados, podem levar o indivíduo a uma dessensibilização, emocionalmente superficial e a repetir a violência sofrida em suas relações sociais.
Vários estudos mostram a associação entre lesões pré-frontais e comportamentos impulsivos, agressividade e inadequação social. Um indivíduo saudável apresentando comportamentos dentro dos padrões normais após sofrer um acidente em que o córtex é atingido, pode passar a apresentar comportamentos antissociais, ou seja, uma sociopatia adquirida. Estes dados confirmam o fato de que possa existir um componente cerebral envolvido no comportamento antissocial.
A diminuição da massa cinzenta na área pré-frontal, analisada por neuroimagem, demonstra que uma diminuição do volume do hipocampo posterior e um aumento da matéria branca do corpo caloso contribuem para o aparecimento de comportamentos mais agressivos.
Os transtornos de personalidade geralmente são considerados causados por uma combinação e interação de fatores genéticos e influências ambientais. Pessoas com um dos pais com comportamento antissocial ou alcoólatra são consideradas com maior risco de desenvolver TPAS. A prática de provocar incêndios e a crueldade contra animais durante a infância também estão associadas ao desenvolvimento do transtorno de personalidade antissocial, além de ser mais comum em homens e entre populações encarceradas. Embora as causas listadas se correlacionem com o risco de desenvolvimento de TPAS, um único fator dificilmente é a única causa associada ao transtorno e relacionar-se com uma causa listada não significa necessariamente que uma pessoa deva ser identificada ou identificada como portadora de TPAS.
De acordo com a professora Emily Simonoff, existem muitas variáveis que estão consistentemente associadas ao TPAS, tais como: hiperatividade na infância e transtorno de conduta, criminalidade na idade adulta, escores de QI mais baixos e problemas de leitura. Além disso, crianças que crescem com uma predisposição para TPAS e interagem com outras crianças delinquentes provavelmente serão posteriormente diagnosticadas com TPAS.

### Genético
Pesquisas sobre associações genéticas no transtorno de personalidade antissocial sugerem que o TPAS possui uma base genética, moderada ou mesmo forte. A prevalência de TPAS é maior em pessoas que são parentes de indivíduos portadores do transtorno. Estudos com gêmeos, que são projetados para discernir entre os efeitos genéticos e ambientais, relataram influências genéticas significativas sobre o comportamento antissocial e o transtorno de conduta.
Entre os Genes específicos que podem estar envolvidos, um gene que demonstrou particular promessa em sua correlação com o TPAS é o gene que codifica para a Monoamina Oxidase A (MAO-A), uma Enzima que degrada neurotransmissores monoaminérgicos, como a Serotonina e a Norepinefrina. Diversos estudos que examinaram a relação do gene com o comportamento sugeriram que variantes do gene que resultam em menor produção de MAO-A (como os alelos 2R e 3R da região promotora) estão associadas a comportamentos agressivos em homens.
Essa associação também é influenciada por experiências negativas precoces, sendo que crianças portadoras de uma variante de baixa atividade (MAOA-L) que experienciaram circunstâncias adversas têm maior probabilidade de desenvolver comportamento antissocial do que aquelas com a variante de alta atividade (MAOA-H). Mesmo quando as interações ambientais (por exemplo, abuso emocional) são desconsideradas, permanece uma pequena associação entre MAOA-L e comportamentos agressivos e antissociais.
O gene que codifica o transportador de Serotonina (SLC6A4), um gene amplamente pesquisado por suas associações com outros transtornos mentais, é outro gene de interesse no comportamento antissocial e em traços de personalidade. Estudos de associação genética sugeriram que o alelo curto "S" está associado a comportamentos impulsivos antissociais e ao TPAS na população carcerária.
Entretanto, pesquisas sobre a psicopatia indicam que o alelo longo "L" está associado aos traços do Fator 1 da psicopatia, que descreve as perturbações centrais afetivas (por exemplo, falta de empatia, ausência de medo) e interpessoais (por exemplo, grandiosidade, manipulabilidade) da personalidade. Isso sugere a existência de duas formas diferentes do transtorno, uma associada predominantemente a comportamentos impulsivos e desregulação emocional, e outra com agressividade predatória e distúrbios afetivos.
Diversos outros candidatos genéticos para o TPAS foram identificados por um estudo de associação genômica publicado em 2016. Vários desses candidatos genéticos são compartilhados com o transtorno do déficit de atenção e hiperatividade, com o qual o TPAS é frequentemente comórbido. O estudo constatou que aqueles que portam quatro mutaçãos no cromossomo 6 têm 50% mais chance de desenvolver o transtorno de personalidade antissocial do que aqueles que não portam.

### Fisiológico

#### Hormônios e neurotransmissores
Eventos traumáticos podem levar a uma interrupção do desenvolvimento padrão do sistema nervoso central, o que pode gerar uma liberação de hormônios que alteram os padrões normais de desenvolvimento.
Um dos neurotransmissors discutidos em indivíduos com TPAS é a serotonina, também conhecida como 5-HT. Uma meta-análise de 20 estudos encontrou níveis significativamente mais baixos de 5-HIAA (indicando níveis reduzidos de serotonina), especialmente naqueles com menos de 30 anos.
Embora tenha sido demonstrado que níveis mais baixos de serotonina podem estar associados ao TPAS, também há evidências de que a função diminuída da serotonina está altamente correlacionada com impulsividade e agressividade em diversos paradigmas experimentais. A impulsividade não está apenas ligada às irregularidades no metabolismo do 5-HT, mas pode ser o aspecto psicopatológico mais essencial relacionado a tal disfunção. De forma correspondente, o DSM classifica “impulsividade ou falha em planejar com antecedência” e “irritabilidade e agressividade” como dois dos sete subcritérios da categoria A dos critérios diagnósticos do TPAS.
Alguns estudos encontraram uma relação entre a monoamina oxidase A e o comportamento antissocial, incluindo o transtorno de conduta e sintomas de TPAS em adultos, em crianças maltratadas.

#### Neurológico
O comportamento antissocial pode estar relacionado a uma série de defeitos neurológicos, como traumatismo craniano.
O comportamento antissocial está associado a uma diminuição da matéria cinzenta no núcleo Lentiforme direito, no córtex insular esquerdo e na região frontopolar. Volumes aumentados de matéria cinzenta foram observados no Giro Fusiforme direito, no córtex parietal inferior, no giro do cíngulo direito e no córtex pós-central.
A capacidade intelectual e cognitiva costuma ser prejudicada ou reduzida na população com TPAS. Contrariando os estereótipos da cultura popular do "gênio psicopata", o transtorno de personalidade antissocial está associado a uma inteligência global reduzida e a reduções específicas em aspectos individuais da capacidade cognitiva. Esses déficits também ocorrem em amostras da população geral de pessoas com traços antissociais e em crianças com precursores do transtorno de personalidade antissocial.
Pessoas que exibem comportamento antissocial tendem a demonstrar atividade reduzida no Córtex pré-frontal, fato que é mais evidente em neuroimagem funcional do que em neuroimagem estrutural.
Alguns pesquisadores questionaram se o volume reduzido nas regiões pré-frontais está associado ao transtorno de personalidade antissocial ou se resulta de transtornos comórbidos, como o transtorno por uso de substâncias ou o abuso na infância. Ainda é considerada uma questão em aberto se a anormalidade anatômica causa a disfunção psicológica e comportamental ou vice-versa.
O comportamento antissocial também está associado a diferenças estruturais no cérebro. Algumas das principais áreas envolvidas são regiões do Córtex pré-frontal, como os córtices frontal e temporal direitos, o córtex pré-frontal ventromedial e os córtices médio e orbitofrontal. Nestas áreas, observa-se uma redução da matéria cinzenta em indivíduos com transtorno de personalidade antissocial, sugerindo que essas diferenças estruturais podem desempenhar um papel em seu comportamento. De fato, a redução dos volumes de matéria cinzenta nessas áreas está associada à falta de regulação emocional, à ausência de inibição comportamental e de resposta, e a uma tomada de decisão precária, entre outros efeitos.
Adicionalmente, indivíduos com TPAS têm demonstrado volumes reduzidos de matéria cinzenta em outras áreas do cérebro, como a amígdala e a ínsula, sugerindo possíveis problemas nas reações emocionais a determinados estímulos. Pessoas que exibem comportamento antissocial também tendem a demonstrar atividade reduzida no Córtex pré-frontal, como evidenciado em neuroimagem funcional.
Cavum septi pellucidi (CSP) é um marcador para o mal desenvolvimento neural do Sistema límbico e sua presença tem sido vagamente associada a certos transtornos mentais, como esquizofrenia e transtorno de estresse pós-traumático. Um estudo constatou que indivíduos com CSP apresentaram níveis significativamente mais altos de transtorno de personalidade antissocial, psicopatia, prisões e condenações em comparação com os controles.

### Ambiental

#### Ambiente Familiar
Diversos estudos sugerem que o ambiente social e familiar contribui para o desenvolvimento do TPAS. Os pais de crianças com TPAS podem apresentar comportamento antissocial, que é então adotado por seus filhos. A falta de estímulo e afeto parental durante o desenvolvimento precoce pode levar a níveis elevados de cortisol, na ausência de hormônios reguladores, como a Ocitocina.
Isso perturba e sobrecarrega os sistemas de resposta ao estresse da criança, o que se acredita levar ao subdesenvolvimento da parte do cérebro responsável pelas emoções, empatia e capacidade de se conectar com outros seres humanos em nível emocional. De acordo com Dr. Bruce Perry em seu livro O Menino que Foi Criado como um Cão, "o cérebro em desenvolvimento do bebê necessita de estímulos padronizados e repetitivos para se desenvolver adequadamente. Um alívio espasmódico e imprevisível do medo, da solidão, do desconforto e da fome mantém o sistema de estresse do bebê em alerta máximo. Um ambiente de cuidados intermitentes pontuado por total abandono pode ser o pior dos mundos para uma criança."

#### Estilos Parentais
Alguns hipotetizam que os estilos parentais podem afetar como as crianças vivenciam e se desenvolvem na juventude, podendo impactar o diagnóstico de TPAS em uma criança.

#### Trauma na Infância
O TPAS é altamente comórbido com abuso emocional e físico na infância. A negligência física também apresenta uma correlação significativa com o TPAS. A forma como a criança se vincula aos seus pais no início da vida é importante. Um vínculo parental deficiente, decorrente de abuso ou negligência, coloca as crianças em maior risco de desenvolver transtorno de personalidade antissocial. Há também uma correlação significativa entre superproteção parental e pessoas que desenvolvem TPAS.
Indivíduos com TPAS podem ter experienciado qualquer uma das seguintes formas de trauma na Infância ou abuso: abuso físico ou sexual, negligência, coerção, abandono ou separação dos cuidadores, violência na comunidade, atos de terror, intimidação ou incidentes com risco de vida.
Alguns sintomas podem imitar outras formas de doença mental, tais como:
- Transtorno de estresse pós-traumático (sintomas de memórias perturbadoras/aterrorizantes de eventos traumáticos)
- Transtorno de apego reativo (pouca ou nenhuma resposta a estímulos emocionais)
- Transtorno de engajamento social desinibido (vagar com pessoas desconhecidas sem que os responsáveis sejam informados)
- Transtorno de identidade dissociativa (desconexão do self ou do ambiente)[95][96]

A taxa de comorbidade dos transtornos listados anteriormente com o TPAS tende a ser muito mais elevada.

#### Influências Culturais
A perspectiva sociocultural da psicologia clínica entende os transtornos como influenciados por aspectos culturais; como as normas culturais diferem significativamente, os transtornos mentais (como o TPAS) são interpretados de maneira diversa. Robert D. Hare sugeriu que o aumento do TPAS relatado nos Estados Unidos pode estar ligado a mudanças nas normas culturais, servindo para validar as tendências comportamentais de muitos indivíduos com TPAS.:136 Embora o aumento relatado possa ser, em parte, um subproduto do uso (e abuso) cada vez maior de técnicas diagnósticas, dada a divisão de Eric Berne entre indivíduos com TPAS ativa e latente — estes últimos se contendo pelo apego a uma fonte externa de controle como a lei, padrões tradicionais ou a religião — foi sugerido que a erosão dos padrões coletivos pode liberar o indivíduo com TPAS latente de seu comportamento previamente pró-social.
Há também um debate contínuo sobre até que ponto o sistema jurídico deve estar envolvido na identificação e admissão de pacientes com sintomas preliminares de TPAS. O controverso psiquiatra clínico Pierre-Édouard Carbonneau sugeriu que o problema com a admissão forçada pelo sistema jurídico é a taxa de falhas no diagnóstico do TPAS. Ele sustenta que a possibilidade de diagnosticar e coagir um paciente a receber medicação, quando na verdade o indivíduo não possui TPAS, mas é diagnosticado como tal, pode ser potencialmente desastrosa. Porém, a possibilidade de não diagnosticar o TPAS e ver um paciente não ser tratado devido à falta de evidências suficientes de influências culturais ou ambientais é algo que um psiquiatra deve ignorar; e, em suas palavras, "agir com segurança".

### Transtorno de Conduta
Embora o transtorno de personalidade antissocial seja um transtorno mental diagnosticado na idade adulta, ele tem seu precedente na infância. Os critérios do DSM-5 para o TPAS exigem que o indivíduo apresente problemas de conduta evidentes até os 15 anos de idade. O comportamento antissocial persistente, bem como a falta de consideração pelos outros na infância e adolescência, é conhecido como transtorno de conduta e é o precursor do TPAS. Cerca de 25–40% dos jovens com transtorno de conduta serão diagnosticados com TPAS na idade adulta.
O transtorno de conduta (TC) é um transtorno diagnosticado na infância que apresenta características paralelas às encontradas no TPAS. É caracterizado por um padrão repetitivo e persistente de comportamento no qual os direitos básicos dos outros ou normas apropriadas à idade são violados pela criança. Crianças com o transtorno frequentemente exibem comportamentos impulsivos e agressivos, podem ser insensíveis e enganadoras, envolver-se repetidamente em pequenos delitos (como furtos ou vandalismo) ou se envolver em brigas com outras crianças e adultos.
Esse comportamento é tipicamente persistente e pode ser difícil de deter, seja por ameaça ou punição. Transtorno do Déficit de Atenção e Hiperatividade (TDAH) é comum nessa população, e crianças com o transtorno podem também fazer uso de substâncias. O TC é distinto do transtorno negativista desafiador (TND) no sentido de que crianças com TND não cometem atos agressivos ou antissociais contra outras pessoas, animais ou propriedades, embora muitas crianças diagnosticadas com TND sejam subsequentemente re-diagnosticadas com TC.
Foram identificados dois cursos de desenvolvimento para o TC com base na idade em que os sintomas se manifestam. O primeiro curso é conhecido como o "tipo de início na infância" e ocorre quando os sintomas do transtorno de conduta estão presentes antes dos 10 anos de idade. Esse curso está frequentemente ligado a um percurso de vida mais persistente e a comportamentos mais abrangentes, e as crianças desse grupo expressam níveis mais elevados de sintomas de TDAH, déficits neuropsicológicos, mais problemas acadêmicos, aumento da disfunção familiar e maior probabilidade de agressão e violência.
O segundo curso é conhecido como o "tipo de início na adolescência" e ocorre quando o transtorno de conduta se desenvolve após os 10 anos de idade. Em comparação com o tipo de início na infância, há menos comprometimento em diversas funções cognitivas e emocionais, e a variedade de início na adolescência pode remitir na idade adulta. Além dessa diferenciação, o DSM-5 fornece um especificador para um estilo interpessoal insensível e sem emoções, que reflete características observadas na psicopatia e acredita-se ser um precursor na infância desse transtorno. Em comparação com o subtipo de início na adolescência, o subtipo de início na infância tende a ter um desfecho terapêutico pior, especialmente se traços insensíveis e sem emoções estiverem presentes.

## Tratamento
As formas mais comuns de medicamentos utilizados em pacientes de transtornos de personalidade são os neurolépticos, antidepressivos, lítio, benzodiazepínicos, anticonvulsivantes e psicoestimulantes. Porém tratamentos medicamentosos revelaram ser ineficazes no tratamento de TPAS, apesar de poucos estudos terem sido realizados adequadamente. Mesmo com poucos testes, sais de lítio são usados frequentemente no tratamento de pacientes psicopatas, pois podem levar a uma redução nos comportamentos impulsivos, explosivos e na instabilidade emocional. Seus principais efeitos colaterais são sedação, tremores e problemas motores.
Há indicativos de que a terapia cognitivo-comportamental possa ser um método eficaz no tratamento de transtornos de personalidade antissocial. A American Psychiatric Association considera a terapia analítico-comportamental como o tratamento de regulação afetiva mais eficaz e empiricamente suportado para transtornos de personalidade.
Psicoterapias com pacientes com personalidade violenta em liberdade condicional reduziram os índices de reincidência para 20 e 33% comparado com 40 a 52% dos grupos controles. Os autores concluem que a personalidade dos pacientes não mudou, porém eles aprenderam a controlar melhor seus impulsos e pensarem mais nas consequências de seus atos.